# Département Aude
Das Département de l’Aude [oːd] ist das französische Département mit der Ordnungsnummer 11. Es liegt im Süden des Landes in der Region Okzitanien und wurde nach dem Fluss Aude benannt.

## Geographie
Das Département Aude liegt an der Mittelmeerküste nördlich vor den Pyrenäen. Es grenzt im Nordwesten an das Département Haute-Garonne, im Norden an das Département Tarn, im Nordosten an das Département Hérault, im Osten an das Mittelmeer, im Süden an das Département Pyrénées-Orientales und im Westen an das Département Ariège.
Der Süden des Departements reicht in das Bergland der Corbières, der Südwesten in die Vorgebirge der Pyrenäen, der Nordwesten liegt in der Landschaft Lauragais, der Norden im Minervois. Der äußerste Norden im Übergang zum Département Tarn liegt in den Montagne Noire, den südlichsten Ausläufern des Zentralmassivs. Der Osten und der überwiegende Teil des Küstengebietes bilden den Regionalen Naturpark Narbonnaise en Méditerranée. Den südlichen Küstenbereich prägt eine Lagunenlandschaft, deren großflächigste der Étang de Bages et de Sigean und der Étang de Leucate sind.

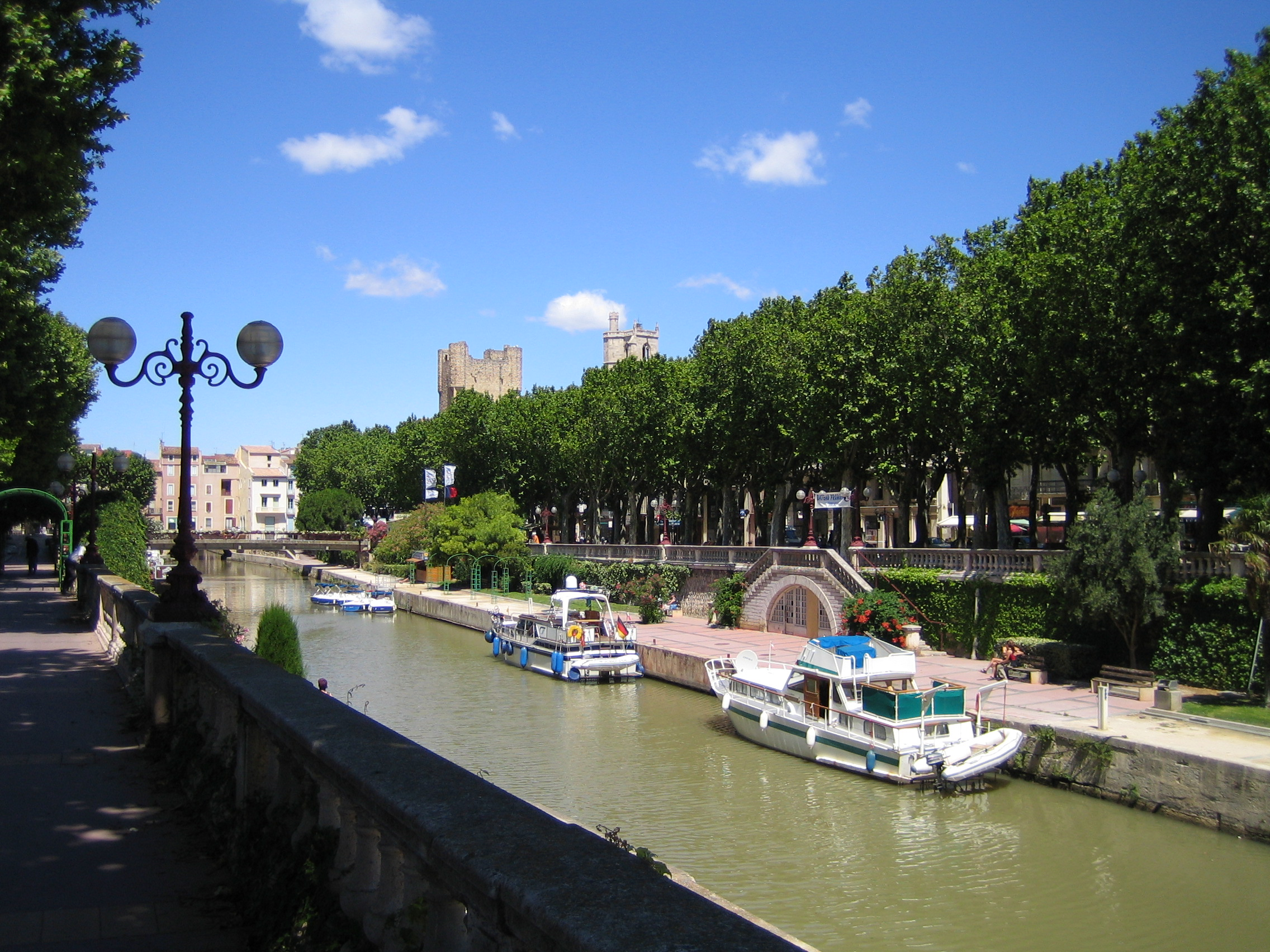
Canal de la Robine in Narbonne
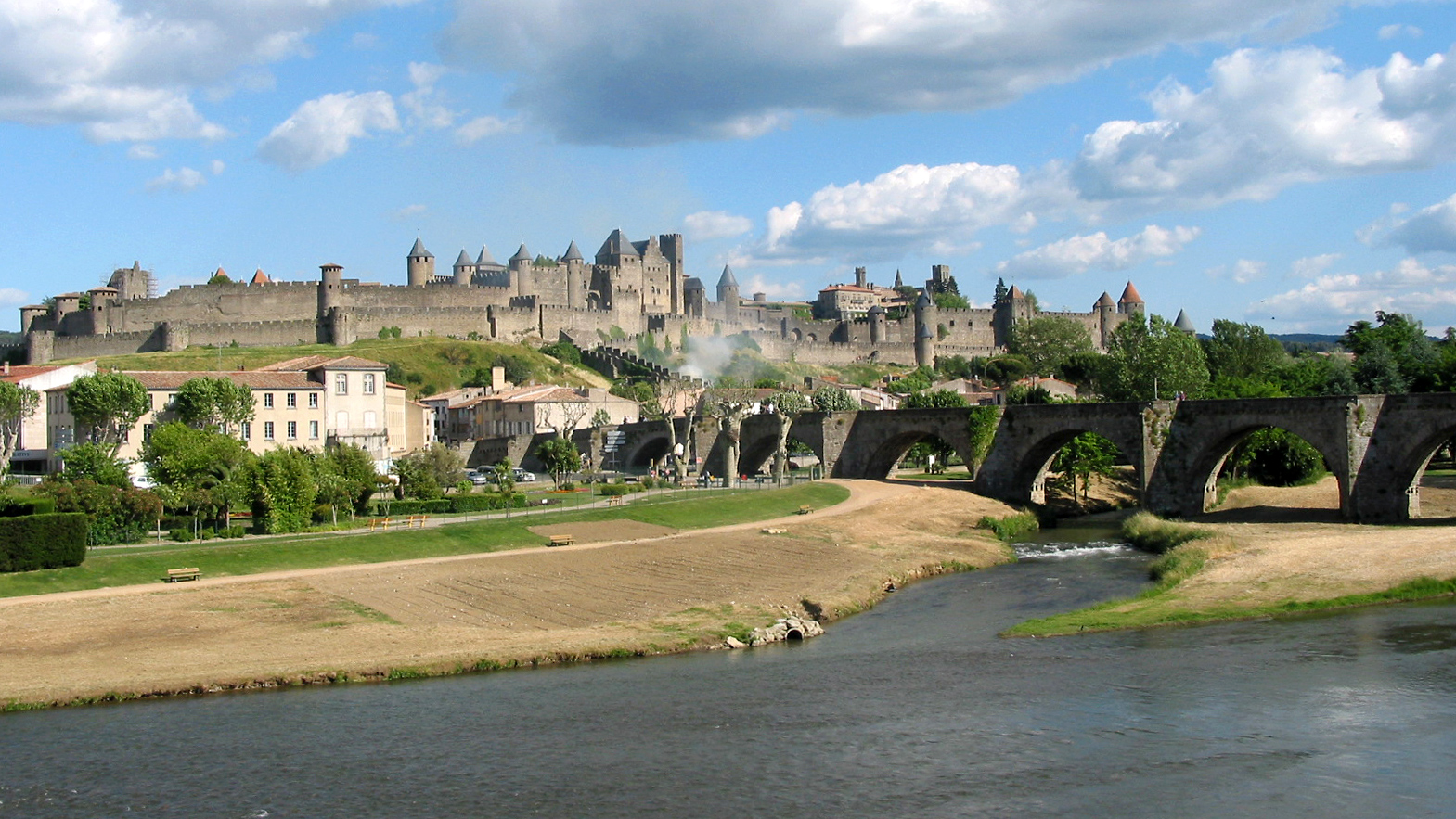
Cité von Carcassonne von der Aude aus gesehen

Die namensgebende Aude entwässert zunächst den Westen des Départements nordwärts, dreht in der Hauptstadt Carcassonne nach Osten, durchfließt daraufhin den Norden des Départements und mündet an der Grenze zum Département Hérault in das Mittelmeer. Ebenfalls im Norden verläuft – teilweise parallel zur Aude – der Canal du Midi, der Toulouse mit dem Mittelmeer verbindet und dieses im Département Hérault erreicht. Über den Verbindungskanal Canal de Jonction und die Aude schließt südöstlich der Canal de la Robine an, der die bevölkerungsreichste Stadt Narbonne durchquert und zwischen dem Étang de l’Ayrolle und dem Étang de Bages et de Sigean das Mittelmeer in Port-la-Nouvelle erreicht.

## Geschichte
Das Département wurde am 4. März 1790 aus einem Teil der Provinz Languedoc gebildet.
Es gehörte von 1960 bis 2015 der Region Languedoc-Roussillon an, die 2016 in der Region Okzitanien aufging.

## Wappen
Beschreibung: In Rot mit silbernen Bord im Zinnenschnitt ein goldenes Tolosanerkreuz.

## Städte
Die bevölkerungsreichsten Gemeinden des Départements Aude sind:
| Stadt              | Einwohner (2022) | Arrondissement |
| ------------------ | ---------------- | -------------- |
| Narbonne           | 56.692           | Narbonne       |
| Carcassonne        | 46.429           | Carcassonne    |
| Castelnaudary      | 12.212           | Carcassonne    |
| Lézignan-Corbières | 10.855           | Narbonne       |
| Limoux             | 10.339           | Limoux         |
| Port-la-Nouvelle   | 5.882            | Narbonne       |
| Coursan            | 5.762            | Narbonne       |
| Sigean             | 5.620            | Narbonne       |
| Trèbes             | 5.386            | Carcassonne    |

## Verwaltungsgliederung
Das Département Aude gliedert sich in 3 Arrondissements, 19 Kantone und 433 Gemeinden:
| Arrondissement   | Kantone | Gemeinden | Einwohner 1. Januar 2022 | Fläche km² | Dichte Einw./km² | Code INSEE |
| ---------------- | ------- | --------- | ------------------------ | ---------- | ---------------- | ---------- |
| Carcassonne      | 9       | 186       | 163.742                  | 2.310,45   | 71               | 111        |
| Limoux           | 3       | 138       | 42.380                   | 1.727,66   | 25               | 112        |
| Narbonne         | 9       | 109       | 171.651                  | 2.101,94   | 82               | 113        |
| Département Aude | 19      | 433       | 377.773                  | 6.140,05   | 62               | 11         |

Siehe auch:

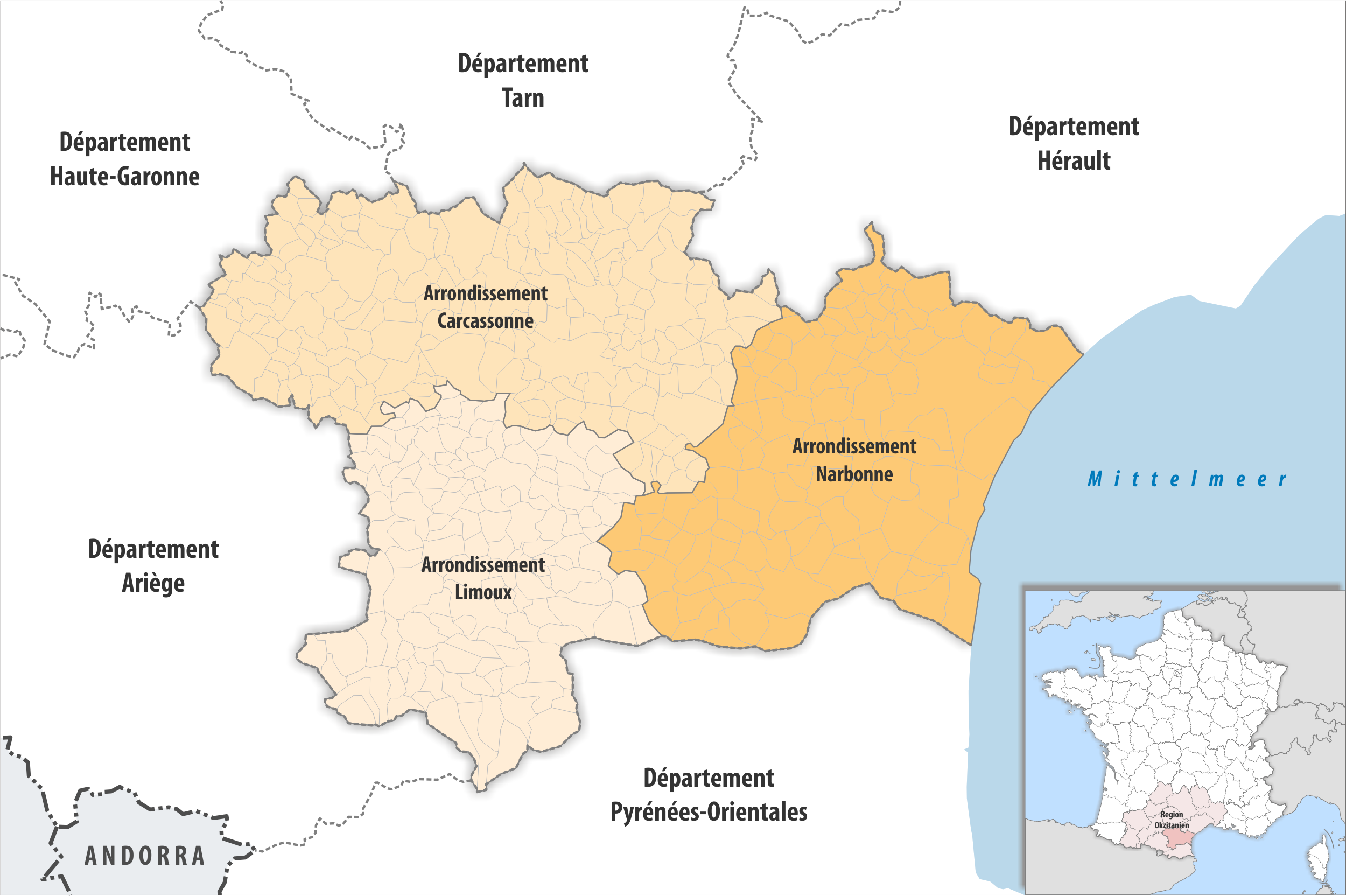
Gemeinden und Arrondissemente im Département Aude

- Liste der Gemeinden im Département Aude
- Liste der Kantone im Département Aude
- Liste der Gemeindeverbände im Département Aude

## Wirtschaft
Der wichtigste Wirtschaftszweig ist der Weinbau; daneben gibt es produzierende Industrie, Tourismus und etwas Bergbau.